# Welcome to New York (film)
Pour les articles homonymes, voir Welcome to New York.
Pour plus de détails, voir Fiche technique et Distribution.
Welcome to New York est un film franco-américain coécrit et réalisé par Abel Ferrara, dont le sujet est une évocation de l'affaire Dominique Strauss-Kahn sorti le 17 mai 2014 directement en VOD.

## Fiche technique
- Titre original et français : Welcome to New York
- Titre québécois : Bienvenue à New York
- Titre provisoire : The June Project
- Tagline : Vous savez qui je suis ?
- Réalisation : Abel Ferrara
- Scénario : Abel Ferrara et Christ Zois
- Direction artistique :
- Décors : Tommaso Ortino
- Costumes : Ciera Wells
- Montage : Anthony Redman
- Musique : Goldfrapp
- Photographie : Ken Kelsch
- Son :
- Production : Adam Folk et Vincent Maraval[1]
- Société de production : Wild Bunch
- Société de distribution :  Wild Bunch
- Pays d’origine :  France /  États-Unis
- Budget :
- Langue originale : français / anglais
- Durée : 124 minutes (2 h 4)
- Format :
- Genre : drame, biographique
- Dates de sortie :
  - France : 17 mai 2014  (en VàD)
  - France : 30 septembre 2014  (en DVD)

## Distribution

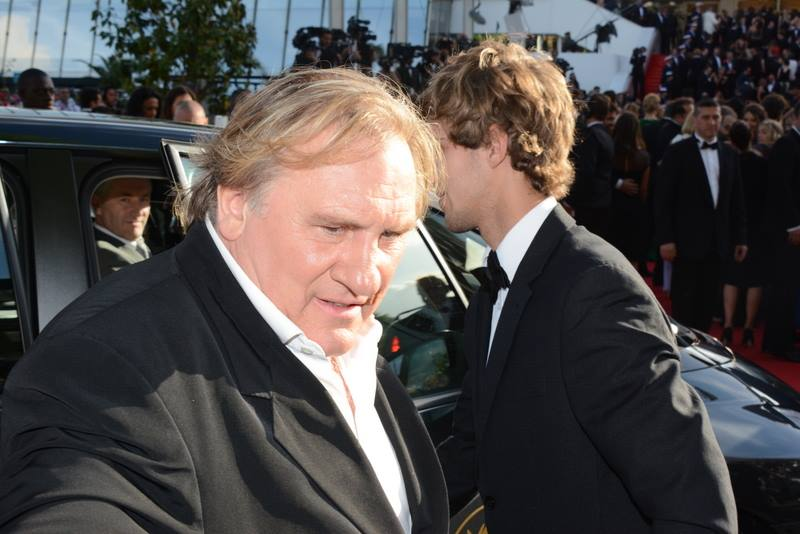
Gérard Depardieu lors de la promotion du film pendant le festival de Cannes 2014.

- Gérard Depardieu (V. F. : lui-même) : Devereaux
- Jacqueline Bisset (V. F. : Alexandra Stewart) : Simone
- Drena De Niro : un membre de l'entourage
- Amy Ferguson : Renee
- Paul Calderon (V. F. : Emmanuel Lemire) : Pierre
- Maria Di Angelis : une hôtesse de l'air
- Paul Hipp	: Guy
- Ronald Guttman : Roullot
- Marie Mouté (V. F. : elle-même) : Sophie Devereaux

## Production

### Développement
Le film s'inspire de l'affaire Dominique Strauss-Kahn : le 14 mai 2011, l'homme politique français est accusé de viol par Nafissatou Diallo. Peu de temps après, Abel Ferrara annonce qu'il veut s'inspirer de cette affaire pour faire un film. Il confirme ses propos en février 2012 dans Le Monde et précise que « ce sera un film sur la politique et le sexe avec Depardieu et Adjani ».
Le producteur Vincent Maraval déclare ensuite avoir eu du mal à trouver des financements pour le film en raison de la frilosité des chaînes de télévision devant le sujet évoqué. Il ajoute que Gérard Depardieu a accepté de jouer le rôle gratuitement.
Le film ne reçoit finalement aucun soutien financier des chaînes de télévision françaises. Vincent Maraval y voit le résultat de « pressions » et des « relations incestueuses qu'entretiennent dans ce pays les élites, les politiques, les médias ».

### Distribution
Dans un premier temps, le rôle d'Anne Sinclair devait être interprété par Isabelle Adjani, mais elle a finalement renoncé en mars 2013. Elle est remplacée par Jacqueline Bisset.
Interrogé par la Radio télévision suisse en mars 2012, Gérard Depardieu juge DSK « arrogant et suffisant » et déclare qu'il a accepté le rôle car il ne « l'aime pas ».
Une rumeur a couru sur le fait que Nafissatou Diallo — la plaignante dans l'affaire DSK — joue son propre rôle, mais elle fut démentie par son avocat Kenneth Thompson.

### Tournage
Dès le début du projet, le réalisateur Abel Ferrara annonce son intention de tourner dans les lieux réels de l'affaire à New York ainsi qu'à Paris et Washington DC, car ce sont selon lui des « lieux de pouvoir ».
Ironiquement Abel Ferrara avait déjà tourné une scène dans la suite 2806 de l'hôtel Sofitel de New York pour les besoins de son film New Rose Hotel sorti en 1998.
L'équipe de tournage est aperçue à New York en mai 2013.

## Accueil

### À Cannes
Welcome to New York ne prend pas part à la compétition du 67e Festival de Cannes mais Vincent Maraval, dirigeant de la société Wild Bunch, décide, en marge de l'événement, de projeter le film le 17 mai 2014 au cinéma Le Star, rue d'Antibes, et sur la plage de Nikki Beach avant sa mise en ligne sur les plateformes de vidéo à la demande et la tenue d'une conférence de presse en présence d'Abel Ferrara, Gérard Depardieu et Jacqueline Bisset,. Le 25 mai 2014, au lendemain de la cérémonie de clôture, l'ancien président du Festival Gilles Jacob exprime, sur RTL le regret que les producteurs du film aient, selon lui, pris en otage le prestige et l'image de marque de Cannes en parasitant, comme « des coucous dans un nid », les œuvres présentées en compétition,.

### Performance commerciale
Le 29 mai 2014, Wild Bunch annonce que Welcome to New York, visible uniquement en VOD, dépasse les 100 000 téléchargements légaux. Au bout de six semaines, le film réalise les 200 000 achats.

### Critiques
Isabelle Regnier apprécie une scène où Devereaux visionne Domicile conjugal quand Claude Jade pleure en costume de geisha ; elle dénonce cependant un fantasme antisémite avec le personnage de Simone. Les Cahiers du cinéma parlent d'un film accablant et du plus mauvais film de Ferrara depuis Cat Chaser. 24 images apprécie le film en voyant l'absence de rédemption pour le personnage. Télérama déclare que le film n'est pas un navet mais trop improvisé et proche d'un « sous-Marco Ferreri ». À voir à lire est sévère, parlant d'un « caractère putassier de cette entreprise, biopic prosaïque au cachet de téléfilm érotique digne d’un Hollywood Night ». Abus de Ciné apprécie le film, l'absence de rédemption et voit une confusion volontaire entre Devereaux et Depardieu ainsi que des références à des thèmes de Ferrara. Claude Lelouch et Mickey Rourke sont enthousiastes. Critikat indique que le film est oubliable en dehors de son coup médiatique. Marianne déclare y voir une mauvaise pièce de théâtre et que DXK est plus inventif. LCI loue le portrait de la chute d'un homme et le duel du couple.

## Polémiques
Anne Sinclair a fustigé le film d'Abel Ferrara. Exprimant son « dégoût », elle annonce cependant qu'elle n'engagera pas de poursuites judiciaires contre le réalisateur et le producteur : « Je n'attaque pas la saleté, je la vomis ».
Le 19 mai 2014, Dominique Strauss-Kahn annonce qu'il porte plainte pour diffamation. Il retire sa plainte en septembre 2018, un mois avant l'audience programmée à la 17e chambre du tribunal correctionnel de Paris.